# Tekeye Gebrselassie
Tekeye Gebrselassie (16 oktober 1970), is een voormalige Ethiopische langeafstandsloper, die gespecialiseerd was in de halve marathon en de marathon.

## Biografie

### Jeugd
Gebrselassie begon met hardlopen om dagelijks de afstand van 6 mijl naar de landbouwschool te overbruggen. Ook ten tijde van de highschool liep hij hard, viel hierbij op en werd opgenomen in het programma van een Ethiopische vliegtuigmaatschappij.
Zijn eerste overwinning met hardlopen behaalde Gebrselassie in 1978. Dit inspireerde zijn drie jaar jongere broer Haile Gebrselassie dusdanig, dat deze ook begon met hardlopen. Vaak trainden ze samen. Haile werd later olympisch kampioen en wereldrecordhouder. De familie kon maar een paar wedstrijdschoenen betalen die Tekeye deelde met zijn broer Haile en zijn zus Yeshi. Hun vader vond het lopen maar niets. Hij stond niet achter deze sport, zag liever dat zijn kinderen arts, leraar of klerk werden.

### Vlucht en sportcarrière
Tekeye ontvluchtte in oktober 1992 zijn vaderland om politieke en economische redenen. Hij verbleef enige tijd samen met Getaneh Tessema, Teklemedhin Abrha, Tadesse Wolmeskle en Assefa Tameire in een opvangcentrum. Later kreeg hij een appartementje in Groningen.
In december 1992 finishte Gebrselassie als zesde bij de tien mijl van Den Haag. In januari 1993 werd hij vierde bij de halve marathon van Egmond, een plaats achter Getaneh Tessema. In februari 1993 won hij de 10 Engelse mijl van Uithoorn. Een maand later werd hij derde bij de 20 van Alphen. In 1995 werd Gebrselassie zevende bij de halve marathon van Egmond in een spekgladde editie, die werd gewonnen door Tessema. Later dat jaar won hij een zilveren medaille bij het NK halve marathon in Amersfoort. Tessema werd hier eerste. Beide lopers kregen een medaille uitgereikt, omdat ze aan de minimale eis voldeden van twee jaar in Nederland woonachtig en lid van de KNAU zijn. In 2000 won hij de halve marathon van Vlieland.

### Marathons
Gebrselassie liep ook vele marathons. In 1991 nam hij op deze afstand deel aan de wereldkampioenschappen in Tokio, waar hij een negende plaats behaalde. Tussen 1993 en 1999 nam hij deel aan zeven marathons in Nederland, met als beste prestaties derde plaatsen bij de marathon van Enschede in 1993 en 1999 en de marathon van Eindhoven in 1994, waar hij met 2:11.45 zijn persoonlijk record liep. 

## Persoonlijke records
Outdoor
| Onderdeel      | Prestatie | Datum            | Plaats              |
| -------------- | --------- | ---------------- | ------------------- |
| 10 km          | 30.00     | 10 juni 2000     | Groesbeek           |
| 15 km          | 44.16     | 17 november 1996 | Nijmegen            |
| 10 Eng. mijl   | 47.15     | 29 augustus 1993 | Heerlen             |
| 20 km          | 59.25     | 8 maart 1997     | Alphen aan den Rijn |
| halve marathon | 1:02.25   | 23 maart 1997    | Den Haag            |
| marathon       | 2:11.45   | 9 oktober 1994   | Eindhoven           |

## Palmares

### 10 km
- 1993:  Konmar-Ooserhof Run in Rotterdam - 29.00
- 1996:  Wantijparkloop in Dordrecht - 29.35
- 2003: 5e Hilversum - 30.58
- 2003: 4e Klap- tot Klaploop in Stadskanaal - 31.09

### 15 km
- 1995: 7e Zevenheuvelenloop - 44.58
- 1996: 4e Wolphaartsdijk - 45.15
- 1996: 8e Zevenheuvelenloop - 44.16
- 1997:  Montferland in s'Heerenberg - 45.10
- 1997: 11e Zevenheuvelenloop - 44.37
- 1998: 11e Zevenheuvelenloop - 45.40
- 2000: 21e Zevenheuvelenloop - 46.39

### 10 Eng. mijl
- 1993:  Telematica Run - 47.15
- 1995:  Zuiderster - 48.37
- 1995: 4e Telematica Run - 47.58
- 1995:  Fit Den Haag - 47.47
- 1996: 4e Telematica Run - 48.20
- 1996: 17e Dam tot Damloop - 47.48
- 1998:  Beckeringhloop - 49.09
- 1999: 5e FILA Zeebodem - 49.02
- 2003: 5e Kenwood Loop - 52.11

### 20 km
- 1993:  20 van Alphen - 59.36
- 1997: 5e 20 van Alphen - 59.25

### halve marathon
- 1993: 4e halve marathon van Egmond - 1:04.29
- 1993: 4e halve marathon van Roermond - 1:03.14
- 1995: 6e halve marathon van Egmond - 1:04.34
- 1995:  NK in Amersfoort - 1:03.22
- 1995: 5e Bredase Singelloop - 1:03.51
- 1996: 7e City-Pier-City Loop - 1:02.54
- 1996: 5e NK in Deventer - 1:04.12
- 1997: 10e halve marathon van Egmond - 1:06.24
- 1997: 8e City-Pier-City Loop - 1:02.25
- 1997:  Marquetteloop (Heemskerk) - 1:06.57
- 1998: 11e halve marathon van Egmond - 1:05.11
- 1998: 16e City-Pier-City Loop - 1:03.27
- 1998: 6e NK - 1:06.48
- 1998: 74e WK in Uster - 1:05.18 (15e landenklassement)
- 1999: 4e halve marathon van Uster - 1:05.49
- 2000: 11e halve marathon van Egmond - 1:05.39
- 2000:  halve marathon van Vlieland - 1:09.41
- 2003: 23e City-Pier-City Loop - 1:06.40

### marathon
- 1991: 13e marathon van Londen - 2:12.05
- 1991: 9e WK - 2:18.37
- 1993: 10e marathon van Rotterdam - 2:17.14
- 1993:  marathon van Enschede - 2:13.52
- 1994: 23e marathon van Berlijn - 2:17.53
- 1994:  marathon van Eindhoven - 2:11.45
- 1995: 27e marathon van Hamburg - 2:20.15
- 1995: 4e marathon van Frankfurt - 2:15.04
- 1996: 8e marathon van Rotterdam - 2:13.18
- 1997: 12e marathon van Rotterdam - 2:15.25
- 1997: 10e marathon van Enschede - 2:19.56
- 1998: 14e marathon van Turijn - 2:21.32
- 1999: 13e marathon van Londen - 2:13.13
- 1999:  marathon van Enschede - 2:16.57
- 2000: 21e marathon van Rome - 2:18.17

### veldlopen
- 1991: 22e WK in Antwerpen - 34.52 ( in het landenklassement)
- 1992:  Kerstcross in Harich - 33.43